# Tagada Jones
Tagada Jones ist eine französische Punkcore-Band aus der Bretagne. Themen ihrer Songs sind vor allem Globalisierung, Fanatismus, Kapitalismus, Sexismus und Respekt vor der Umwelt.
Die Band hatte bisher bereits über 1600 Live-Auftritte in 24 Ländern.

## Geschichte
Die Band wurde in 1993 in Rennes gegründet. Ihre Musik ist inspiriert von Bands wie Bérurier Noir, The Exploited, Parabellum, Suicidal Tendencies, Bad Religion oder Les Sheriff.

## Diskografie

### Studioalben
- 1998: Plus de bruit
- 1999: Virus
- 2001: Manipulé
- 2003: L'envers du décor
- 2006: Le feu aux poudres
- 2008: Les compteurs à zéro
- 2011: Descente aux enfers
- 2014: Dissident
- 2017: La Peste et le Choléra
- 2020: De rires et de larmes
- 2020: À feu et à sang

### Live
- 2001: Manipulé tour 2001
- 2005: L’envers du tour
- 2013: 20 ans d’ombre et de lumière (DVD + Studioalben)
- 2015: Live 2015
- 2018: Live at Hellfest 2017

### Kompilationen
- 2004: The Worst of Tagada Jones
- 2007: 6.6.6